# خورخي داميان رودريغيز
خورخي داميان رودريغيز (بالإسبانية: Jorge Rodríguez)‏ هو لاعب كرة قدم أوروغواياني في مركز حراسة المرمى، ولد في 24 يناير 1976 في مونتيفيديو في الأوروغواي. لعب مع أتليتيكو بروغريسو ‏.